# Henry Murray (Leichtathlet)
Henry St. Aubyn Murray (* 14. Januar 1886 in Christchurch; † 12. April 1943 in Whangārei) war ein neuseeländischer Leichtathlet.

## Karriere
Henry Murray war bei der Eröffnungsfeier der Olympischen Sommerspiele 1908 Fahnenträger der australasiatischen Mannschaft. Er nahm im Wettkampf über 110 und 400 Meter Hürden teil, beide Male schied er im Vorlauf aus. Murray wurde von 1905 bis 1910 fünfmal in Folge neuseeländischer Meister über 440 Yards Hürden und gewann auch den australasiatischen Meistertitel 1908.
Murray diente im Ersten Weltkrieg als Ingenieur bei der Australian Imperial Force und wurde in Frankreich mit dem Croix de la Valeur militaire ausgezeichnet. Im Zweiten Weltkrieg war Murray bei der Royal New Zealand Air Force und starb an den Folgen eines Autounfalls während einer Übungseinheit.